# Dumlu Dağı
Der Dumlu Dağı ist ein 3169 m hoher Berg in der türkischen Provinz Erzurum und liegt nördlich der Stadt Erzurum. Der Berg ist Teil des Mescit-Dağı-Massivs. Am Dumlu Dağı entspringt der nördlichste Quellfluss des Euphrat, der Karasu.

## Geologie
Der Dumlu Dağı ist ein erloschener Stratovulkan, der Geothermie aufweist. Der Berg liegt in der Kollisionszone zwischen der Arabischen und der Eurasischen Platte.

## Fauna und Flora
Die am Dumlu Dağı vorkommende Flora ist vorwiegend vergleichbar mit der im Iran vorkommenden Pflanzenwelt und weniger vergleichbar mit mediterranäischer oder der am Schwarzen Meer vorkommenden Flora. An dem Berg konnte 1990 erstmals eine neue Art von Hummeln nachgewiesen werden. Es handelt sich um Bombus erzurumensis, die in Nord-Ostanatolien und dem angrenzenden Iran endemisch ist und dort in höheren Berglagen vorkommt.

## Tourismus
Zusammen mit dem Palandöken ist der Dumlu ein in der Region Erzurum beliebtes Ziel für Bergsteiger.